# Chiesa di San Martino (Genova, Struppa)
La chiesa di San Martino è un luogo di culto cattolico situato nel quartiere di Struppa, nel comune di Genova, la cui comunità parrocchiale omonima fa parte del Vicariato Medio - Alto Bisagno dell'arcidiocesi di Genova.

## Storia e descrizione
La parrocchiale dell'omonima frazione, come tante chiese genovesi, è citata per la prima volta nel "Registro Arcivescovile delle decime" del 1143, come rettoria soggetta alla pieve di San Siro de Mollicciana. Il primo rettore del quale si abbia notizia fu un certo prete Bernardo, nel 1180. Da un altro documento risulta che fosse parrocchiale nel 1311; tra il XV e il XVII secolo ebbe la giurisdizione anche sulla chiesa di San Cosimo, divenuta definitivamente autonoma nel 1657.
La chiesa, originariamente in stile romanico e completamente riedificata tra il 1659 e il 1680 (della chiesa primitiva resta solo il campanile, restaurato nel 1929), è a navata unica con cinque altari in marmo. Nel 1892 furono affrescate la facciata (ad opera del pittore Giovanni Battista Traverso) e l'interno della chiesa. I registri parrocchiali iniziano dall'anno 1585.
L'interno barocco conserva, tra le varie opere d'arte, un pregevole dipinto di Giovanni Battista Carlone (Il Redentore con sant'Antonio Abate e sant'Apollonia), un organo ed un coro ligneo, entrambi del Settecento. Sopra l'ingresso si trova un rozzo affresco raffigurante San Martino, dipinto nel 1805 da un tale Giancarlo per sdebitarsi per l'ospitalità ricevuta presso la chiesa.
Dell'antico ospitale di via restano alcuni fabbricati nei pressi della chiesa, affacciati sul sagrato, circondato da vecchi cipressi e pavimentato con un artistico risseu.